# Bonawentura Szeleszczyński
Bonawentura Szeleszczyński (? 1801 – ? 1876) byl rakouský politik polské národnosti z Haliče, během revolučního roku 1848 poslanec Říšského sněmu, v 60. letech 19. století poslanec předlitavské Říšské rady ve Vídni.

## Biografie
Během revolučního roku 1848 se zapojil do veřejného dění. Ve volbách roku 1848 byl zvolen na ústavodárný Říšský sněm. Zastupoval volební obvod Leżajsk. Profesí se tehdy uváděl coby statkář. Řadil se k sněmovní levici.
V 60. letech se opět zapojil do vysoké politiky. V zemských volbách roku byl zvolen na Haličský zemský sněm, kde zastupoval kurii venkovských obcí, obvod číslo 58 (Łańcut, Przeworsk).
Působil také coby poslanec Říšské rady (celostátního parlamentu Rakouska-Uherska, respektive Předlitavska), kam ho delegoval Haličský zemský sněm roku 1869 (Říšská rada tehdy ještě byla volena nepřímo, coby sbor delegátů zemských sněmů). 11. prosince 1869 složil slib. Dopisem z 31. března 1870 rezignoval v rámci hromadného složení mandátu poslanců z Haliče.